# پوودرویل (کارولینای جنوبی)
پوودرویل(به انگلیسی: Powderville) شهری در ایالت کارولینای جنوبی کشور ایالات متحده آمریکا است که جمعیت آن در سرشماری سال ۲۰۱۰ میلادی، ۷٬۶۱۸ نفر بوده‌است.